# Kelkoo
Kelkoo ist eine Produktsuchmaschine und ein Preisvergleichsportal, das 1999 in Frankreich gegründet wurde. Der Name Kelkoo ist die phonetische Schreibweise der französischen Frage „Quel coût?“ („Zu welchem Preis?“). Alternative Erklärung ist „Quel coup“, „Was für ein Schnäppchen!“.

## Unternehmen
Das Portal Kelkoo ist ein europäischer Shopping- und Preisvergleichsdienst, der im Jahre 1999 in Frankreich gegründet wurde und der Benutzern ermöglicht, Informationen zu Produkten zu finden, die sie kaufen möchten, einschließlich Preis und Händlerinformationen. Im Jahre 2004 wurde das Unternehmen von Yahoo! gekauft. Kelkoo ist vertreten in 10 europäischen Ländern: Großbritannien, Frankreich, Spanien, Italien, Norwegen, Schweden, Deutschland, Dänemark, Niederlande und Belgien. Am 21. November 2008 verkaufte Yahoo! Kelkoo an Jamplant, einer Private-Equity-Gesellschaft. Laut Hitwise hat Kelkoo UK die höchsten Besucherzahlen seit 2004 unter den Preisvergleichern zu verzeichnen.
Kelkoo ist seit dem vierten Quartal 2002 profitabel. Ähnlich wie andere Preisvergleicher verwendet Kelkoo einen großen Teil seines Werbe-Etats darauf, Kunden durch Suchmaschinen-„Optimierung“ und das Veröffentlichen von Partnerseiten auf die eigene Seite zu locken.
Ende 2003 verzeichnete Kelkoo europaweit etwa 23 Millionen Benutzer monatlich; laut Nielsen NetRatings Unique Audience Home & Work hatte Kelkoo im November 2003 in Deutschland 2,161 Millionen Nutzer. Kelkoo arbeitet nach eigenen Angaben seit dem vierten Quartal 2002 profitabel.

## Geschichte
Kelkoo wurde 1999 von Pierre Chappaz und Mauricio Lopez gegründet. Das Startkapital von 3 Mio. $ wurde von Banexis Ventures und Innovacom zur Verfügung gestellt.  Nachdem Kelkoo mit 3 weiteren europäischen Unternehmen fusionierte, vereinigte es deren Gründer Per Siljubergsåsen, William Klippgen, Philip Wilkinson und Jorge Garcia in ein Kollektiv.
Im April 2000 fusionierte Kelkoo innerhalb weniger Tage mit dem spanischen Unternehmen dondecomprar.com und der britischen Konkurrenz ShopGenie. Im September desselben Jahres fusionierte Kelkoo mit der norwegischen Zoomit.com und zahlte den Zoomit-Anteilseignern Aktien im Wert von einem Drittel des gesamten Kelkoo-Kapitals, wodurch Zoomit die größte Einheit innerhalb des „neuen“ Kelkoo wurde.
Im Juni 2003 kooperierte Kelkoo mit MSN, dem europäischen Ableger von Microsoft und lieferte die Such- und Produktergebnisse im Shopping-Kanal. Eine ähnliche Vereinbarung wurde im Juni 2004 mit Ask.com angekündigt (vormals Ask Jeeves).
Im April 2004 wurde Kelkoo von Yahoo! Inc für 450 Mio. € gekauft. Yahoo! erklärte diesen Schritt mit der Möglichkeit, für Werbetreibende nun gezielter auch auf Produktebene zu werben.
Im Oktober 2005 erschien in Frankreich ein Buch über Kelkoo mit dem Titel Ils ont réussi leur start-up! La success-story de Kelkoo. Die Autoren sind Julien Codorniou und Cyrille de Lasteyrie.
Im November 2008 verkaufte Yahoo! Inc. Kelkoo an die Private-Equity-Gesellschaft Jamplant.
2015 beantragte die Kelkoo SAS die Anhörung als betroffene Drittpartei im 2010 eröffneten Kartellverfahren der EU-Kommission gegen „Google Search (Shopping)“. Dem Antrag wurde stattgegeben, in Folge kam es zu einer Vielzahl von Einlassungen seitens Kelkoo. Im Abschlussbericht zum Verfahren von 2017 wurde Kelkoo als Beispiel eines spezialisierten Produkt-Suchdienstes neben Shopzilla, LeGuide, Idealo, Beslist und Twenga genannt.